# Kaycee Stroh
Kaycee Stroh (Salt Lake City, 29 maggio 1984) è un'attrice e ballerina statunitense, conosciuta maggiormente per il suo ruolo nei film Disney per la televisione, High School Musical il suo sequel, High School Musical 2 e il suo ultimo capitolo High School Musical 3: Senior Year.

## Carriera
Kaycee è apparsa in High School Musical e High School Musical 2 come una ragazza di nome Martha Cox, a cui piace il mondo della danza. Non solo, la ragazza ha anche partecipato nella serie televisiva Zack e Cody al Grand Hotel nei panni di Leslie, una ragazza che giocava nella stessa squadra dei personaggi principali della serie, London e Maddie.
È anche stata accreditata come ospite speciale per la rivista di Tiger Beat magazine.
Stroh ha ripreso il suo ruolo che l'ha resa famosa nel film High School Musical 3: Senior Year, pubblicato nel 2008. Si è sposata con Ben Higginson.

## Filmografia

### Cinema
- High School Musical 3: Senior Year, regia di Kenny Ortega (2008)
- Hannah Montana - Il film (Hannah Montana: The Movie), regia di Peter Chelsom (2009)

### Televisione
- High School Musical – film TV, regia di Kenny Ortega (2006)
- Zack e Cody al Grand Hotel (The Suite Life of Zack & Cody) – serie TV, episodi 2x24, 3x19 (2006-2008)
- High School Musical 2 – film TV, regia di Kenny Ortega (2007)
- The League – serie TV, episodio 2x10 (2010)
- Andi Mack – serie TV, episodio 2x19 (2018)
- High School Musical: The Musical: La serie (High School Musical: The Musical: The Series) – serie TV, episodio 1x06 (2019)

## Discografia

### Soundtracks
- 2006:High School Musical
- 2007:High School Musical 2
- 2008:DisneyMania 6

### Singoli
| Anno | Titolo                                                              | Album                     | Hot 100 Chart Peak | Pop 100 Chart Peak | UK |
| ---- | ------------------------------------------------------------------- | ------------------------- | ------------------ | ------------------ | -- |
| 2006 | "Stick to the Status Quo" (segnalata come High School Musical Cast) | High School Musical OST   | 43                 | 37                 | -  |
| 2007 | "Work This Out" (segnatalata come High School Musical 2 Cast)       | High School Musical 2 OST | 110                | 73                 | 78 |